# Paya Bili (Jeunieb)
Paya Bili is een bestuurslaag in het regentschap Bireuen van de provincie Atjeh, Indonesië. Paya Bili telt 268 inwoners (volkstelling 2010).